# Michael Höllwarth
Michael Höllwarth (* 10. Januar 1944 in Tübingen; † 1. Mai 2016 in Darmstadt) war ein deutscher Geologe.

## Leben
Michael Höllwarth war ein Neffe von Rudolf Höllwarth. Er wurde in Tübingen geboren, weil seine Mutter Mathilde, geb. Kunter, aufgrund der Kriegseinwirkungen Stuttgart verlassen hatte, wo die Familie eigentlich lebte. Sein Vater Paul Höllwarth leistete zu dieser Zeit Kriegsdienst. Nach dem Ende des Zweiten Weltkriegs zog die Familie nach Stuttgart zurück und Michael Höllwarth wuchs in Weilimdorf auf, wo er auch die Grundschule besuchte. Das Abitur legte er 1963 am Gymnasium in Korntal ab. Im selben Jahr begann der Wehrdienstverweigerer Höllwarth ein Studium der Naturwissenschaften an der TH Stuttgart, das er 1969 mit der Wissenschaftlichen Prüfung für das Höhere Lehramt beendete. Danach begann er mit der Arbeit an seiner Dissertation zum Stickstoffhaushalt von Pappeln bei Professor Jeremias. 1970 heiratete er Annegret Höckel, mit der er zwei Töchter bekam. Ab Herbst 1971 hatte er eine Assistentenstelle am Biologischen Institut der Universität Stuttgart inne, die Promotion schloss er am 6. November 1973 ab. 
1974 trat er eine Stelle am Institut für Naturschutz in Darmstadt an. Die Familie zog deshalb nach Messel. Höllwarth arbeitete etwa drei Jahrzehnte lang am Institut für Naturschutz; 1983 übernahm er als Nachfolger von Heinz Ackermann die Leitung der Einrichtung. In einem Nachruf auf Höllwarth ist zu lesen, dass unter dem Oberbürgermeister Metzger, der von 1981 bis 1993 amtierte, das Institut als unbequem und Höllwarth als „Störenfried“ empfunden wurde. Das Institut für Naturschutz wurde schließlich ins Umweltamt eingegliedert. Höllwarth wurde zwar zum Leiter dieses Amtes ernannt, die praktischen Analysearbeiten wurden aber nun an Fremdfirmen vergeben und wissenschaftliches Arbeiten war Höllwarth damit nur noch eingeschränkt möglich. 2004 wurde er pensioniert. 
Höllwarth publizierte vor allem zu Schadstoffuntersuchungen, insbesondere bezüglich Immissionsbelastungen im städtischen Raum; außerdem zu Umweltbelastungen in Sardinien, die er in Zusammenarbeit mit der TH Darmstadt untersuchte. Er galt als Praktiker, der schon als Doktorand taugliche Untersuchungsgeräte selbst baute. Ein Gerät zur Messung von Photosynthese- und Atmungsraten im Gelände, das er in den 1970er-Jahren gebaut hatte, war an der Universität Stuttgart bis 2003 im Einsatz. Eines der Ergebnisse der Messungen mit diesem Gerät im Lorbeerwald Teneriffas löste einst Widerspruch aus, wurde aber mittlerweile durch andere Messmethoden bestätigt: Die höchste Photosyntheseleistung kommt bei bedecktem Himmel und hoher Luftfeuchte zustande.
Michael Höllwarth war Mitglied des Naturwissenschaftlichen Vereins Darmstadt und wurde zunächst dessen Schrift- und 1981 dessen Geschäftsführer sowie Schriftleiter der Berichtsbände. Damit fiel auch die Aufgabe, Vorträge und Exkursionen zu planen und anzubieten, zusammen. 2012 wurde er Vorsitzender des Vereins. 
Ferner war Höllwarth 1978 Gründungsmitglied des Museumsvereins Messel und wurde Leiter der Arbeitsgruppe Fossilien. Das Messeler Museum verdankt ihm viele Exponate. Michael Höllwarth beteiligte sich am Kampf gegen die Pläne des Landes Hessen, die Grube Messel als Mülldeponie zu nutzen. Ab den 1980er Jahren führte er zahlreiche Führungen in der Grube durch und arbeitete auch als Grabungsleiter. Höllwarth führte auch Veranstaltungen für die Gesellschaft für Naturkunde in Württemberg sowie Lehrerfortbildungen durch. 
Im Ruhestand widmete er sich noch verstärkt den Arbeiten für den Naturwissenschaftlichen Verein Darmstadt. 
Am 25. April 2016 stolperte Höllwarth über eine herausstehende Gehwegplatte und stürzte. Die Verletzungen machten zwei Operationen notwendig, an deren Folge er wenige Tage später verstarb. 